# Robert Schwartzman
Robert Carmine Coppola Schwartzman (Los Angeles, 24 dicembre 1982) è un attore e cantante statunitense, leader dei Rooney. Ha recitato nei film Il giardino delle vergini suicide, diretto da sua cugina Sofia Coppola, e Pretty Princess, diretto da Garry Marshall.

## Biografia
È il figlio del produttore Jack Schwartzman e dell'attrice Talia Shire. Suo fratello è Jason Schwartzman, attore e batterista del gruppo dei Phantom Planet. Come membro della hollywoodiana famiglia Coppola, uno dei suoi cugini è Nicolas Cage, e Francis Ford Coppola è suo zio. Il suo nonno materno è Carmine Coppola; in suo onore Robert aggiunse il nome del nonno al suo. Nel 1994, a 12 anni, perde il padre, morto per un cancro al pancreas.
Carmine ha frequentato la Windward School a Los Angeles, California. Nel 2004 è presente ad un concerto tributo ai Ramones per il trentesimo anniversario della fondazione del gruppo (immortalato nel film-documentario Too Tough to Die: a Tribute to Johnny Ramone) insieme a Henry Rollins dei Black Flag, Steve Jones dei Sex Pistols, Brett Gurewitz dei Bad Religion, Tim Armstrong dei Rancid ed altri ancora.

## Filmografia parziale

### Attore

#### Cinema
- Il giardino delle vergini suicide (1999) - come Paul Baldino
- Pretty Princess (2001) - come Michael Moscovitz

#### Televisione
- The O.C. come se stesso

#### Cortometraggi
- Lick the star (1998)

### Compositore
- Pretty Princess ("Blueside")

### Produttore
- Nessuno di speciale (Mainstream), regia di Gia Coppola (2020)
- The Last Showgirl, regia di Gia Coppola (2024)